# Roger Bart
Roger Bart (ur. 29 września 1962 w Norwalk w Connecticut) – amerykański aktor.
Laureat nagrody Tony za rolę Snoopy’ego w musicalu Jesteś dobrym człowiekiem, Charlie Brown (1999).

## Filmografia

### Filmy
- 1997: Herkules jako młody Herkules (śpiewający głos)
- 1999: Informator jako kierownik Seelbach Hotel
- 2001: Zakochany kundel II: Przygody Chapsa jako Scamp (śpiewający głos)
- 2004: Żony ze Stepford jako Roger Bannister
- 2005: Producenci jako Carmen Ghia
- 2007: Hostel 2 jako Stuart
- 2007: Amerykański gangster jako pełnomocnik Stanów Zjednoczonych
- 2008: Szkoła szpiegowania jako dyrektor Hampton
- 2008: Harold i Kumar uciekają z Guantanamo jako dr Beecher
- 2008: Nocny pociąg z mięsem jako Jurgis
- 2009: Prawo zemsty jako Brian Bringham
- 2012: Chirurgiczna precyzja jako Bob
- 2012: Smiley jako profesor Clayton
- 2013: Last Vegas jako Maurice Tischler
- 2014: Lepszy model (TV) jako dr James Hartley
- 2015: Trumbo jako Buddy Ross
- 2021: Tick, tick... Boom! jako polecający restaurację

### Seriale
- 2000: Prawo i porządek jako Alex Hughes
- 2000: Prawo i porządek: sekcja specjalna jako Benjy Dowe
- 2005: Po dyżurze jako Lou Pimsky
- 2005–2006, 2007, 2012: Gotowe na wszystko jako George Williams
- 2006: Zagubiony pokój jako Howard Montague
- 2009: Rockefeller Plaza 30 jako Brad Halster
- 2010: CSI: Kryminalne zagadki Miami jako Bob Starling
- 2011: Rozmowy w korku jako Marty
- 2011: The Event: Zdarzenie jako Richard Peel
- 2011: The Life & Times of Tim jako burmistrz (głos)
- 2012: CSI: Kryminalne zagadki Las Vegas jako Jeffrey Fitzgerald
- 2012: Rozpalić Cleveland jako Jimmy
- 2012: Grimm jako Constantine Brinkerhof
- 2012: Pułapki umysłu jako agent IRS Ethan Kendrick
- 2012: Prawo i porządek: sekcja specjalna jako Adam Cain
- 2012–2015: Zemsta jako Mason Treadwell
- 2013: U nas w Filadelfii jako rozpustnik
- 2013–2014: Jak poznałem waszą matkę jako Curtis
- 2014: Jessie jako Phil McNichol
- 2014: Byli jako Sam
- 2014–2017: Odcinki jako Roger Riskin
- 2015: Współczesna rodzina jako Anders
- 2015: Sex&Drugs&Rock&Roll jako Jeremy
- 2015: Królowe krzyku jako dr Herfmann
- 2015: You’re the Worst jako Jonathan R. Strasburg
- 2016: Klinika dla pluszaków jako Ferris (głos)
- 2016: Code Black: Stan krytyczny jako Hank Goldman
- 2016–2017: Apokalista jako Cory Casey
- 2016–2017: Graves jako Lawrence Mills
- 2017: Grace i Frankie jako Steve Clarrington
- 2018: Quantico jako Fedowitz
- 2018: Elementary jako Kip Lowell
- 2018–2019: Seria niefortunnych zdarzeń jako wicedyrektor Neron Feint
- 2019: Sprawa idealna jako Brad Cayman
- 2019–2021: Good Trouble jako sędzia Wilson
- 2021: Czarna lista jako Scooter Rovenpor